# Марюхин, Игорь Владимирович
Игорь Владимирович Марюхин (род. 8 декабря 1966) — советский хоккеист, нападающий. Бизнесмен.

## Биография
Воспитанник воскресенского «Химика», провёл за команду в сезонах 1982/83 — 1984/85 высшей лиги 38 матчей. После сезона 1985/86, проведённого в команде первой лиги СКА МВО Калинин, перешёл в СКА Хабаровск, с которым в 1989 году вышел в первую лигу.
Победитель юниорского чемпионата Европы 1984 года.
После завершения карьеры в 1992 году остался в Хабаровске, занялся ввозом новых леворульных европейских и японских автомобилей. Основал компанию «Автомир».
Участник ветеранских матчей.